# توا تاغوفيلوا
توانيغامانووليبولا دوني تاغوفيلوا (/ˌtʌŋoʊvaɪˈloʊə/ TUNG-oh-vy-LOW-uh; وُلِد في 2 مارس 1998) هو لاعب كرة قدم أمريكي محترف يلعب كقائد لفريق ميامي دولفينز في الرابطة الوطنية لكرة القدم. لعب كرة القدم الجامعية لفريق ألاباما كريمسون تايد وقد أطلق عليه أفضل لاعب هجومي في مباراة بطولة بلاي أوف لكرة القدم الجامعية الوطنية لعام 2018 خلال موسمه الأول. كطالب في السنة الثانية، فاز تاغوفيلوا بجوائز ماكسويل ووالتر كامب أثناء قيادته للفريق إلى مباراة البطولة الوطنية لعام 2019.
بعد أن انقطع في موسم السنة الثالثة بسبب إصابة في الورك، اختير تاغوفيلوا خامسًا بشكل عام من قبل الدولفينز في مسودة NFL لعام 2020. قضى موسم المبتدئين بالتناوب بين كونه احتياطيًا وبداية قبل أن يصبح اللاعب الأساسي للفريق في عام 2021. قاد تاغوفيلوا الدوري في تصنيف الممررين في عام 2022 وفي ياردات التمرير في عام 2023، مما أكسبه شرف المشاركة في برو بول خلال الموسم الأخير، وساعد الدولفينز على التأهل إلى التصفيات في كلا الموسمين.

## الحياة المبكرة
وُلِد تاغوفيلوا في ʻEwa Beach، هاواي، لغاليو وديان تاغوفيلوا، كأكبر طفل من بين أربعة أطفال في عائلة سماويون. يُقال إنه نشأ مع اهتمام شديد بكرة القدم، حيث أشار والديه إلى أنه كان ينام مع كرة قدم تحت ذراعه كل ليلة عندما كان طفلًا صغيرًا. خلال مباريات Pop Warner Little Scholars عندما كان عمره ثماني سنوات، كان أقرانه عادةً ما يستطيعون رمي الكرة لمسافة تزيد قليلاً عن عشرة ياردات، في حين كان يرسل تمريرات تتجاوز الثلاثين ياردة بانتظام.
كطفل، كان مصدر إلهامه الرئيسي هو جده سيو تاغوفيلوا. كان يحظى باحترام كبير في المجتمع الساموي المحلي وكان يُخاطب بانتظام باسم "الزعيم تاغوفيلوا". كان سيو يؤمن بأن تاغوفيلوا سيصبح نجم كرة قدم يومًا ما وطلب منه زيارته بعد كل مباراة ليبلغ عن تقدمه. وقد ترك تاغوفيلوا الرياضة بعد وفاة جده سيو في عام 2014 حتى اتفق هو ووالده على أنه يمكنه تكريم جده بشكل أفضل من خلال الاستمرار في اللعب.
عندما بدأ تاغوفيلوا كرة القدم الثانوية في مدرسة سانت لويس، رمى 33 لمسة هبوط خلال موسمه الأول مع ثلاث اعتراضات و2,583 ياردة تمرير. قال تاغوفيلوا إن مصدر إلهامه ودافعه لأدائه كان كيفية تأديب والده له، حيث استخدم الحزام كلما رمى تاغوفيلوا اعتراضًا. في عام 2016، شارك تاغوفيلوا في مباراة All-American Bowl، وفي موسمه العادي رمى 2,669 ياردة تمرير مع 27 لمسة هبوط وثلاث اعتراضات. اختير أيضًا ليكون جزءًا من قائمة Elite 11 كأحد أفضل قادة الفرق الثانوية في البلاد، حيث أطلق عليه أفضل لاعب في تلك القائمة.
اعتبر تاغوفيلوا كأحد اللاعبين الأربعة النجوم خلال دورة التجنيد لعام 2017 وصُنف كأفضل موهبة ثانوية في ولاية هاواي. حضر مدرسة سانت لويس في هونولولو، نفس المدرسة التي حضرها الفائز بجائزة هيسمان لعام 2014 ماركوس ماريوتا، حيث كان ماريوتا بمثابة مرشد له عندما كانا معًا في هاواي. حصل على 17 عرضًا للعب على منحة دراسية لكرة القدم الجامعية قبل أن يلتحق أخيرًا بجامعة ألاباما في يناير 2017.